# Kostas Lapavitsas
Kostas Lapavitsas (Grieks: Κώστας Λαπαβίτσας), (Thessaloniki, 20 januari 1961) is een Griekse hoogleraar en econoom en parlementslid in het kabinet-Tsipras voor SYRIZA.

## Leven en werk
Lapavitsas studeerde vanaf 1978 aan de London School of Economics, alwaar hij in 1981 zijn BSc behaalde. In 1982 behaalde hij zijn MSc aan deze universiteit. Van 1982 tot 1986 studeerde hij aan het Birkbeck College, een onderdeel van de Universiteit van Londen, waar hij zijn PhD verwierf. Sinds 1999 is hij werkzaam als docent aan de School of Oriental and African Studies van de Universiteit van Londen en werd daar in 2008 benoemd tot hoogleraar.
Sinds 27 januari 2015 is hij parlementslid voor SYRIZA in het Griekse parlement.
Lapavitsas is sterk eurosceptisch en een pleitbezorger van het uittreden van Griekenland uit de eurozone. Ook is hij tegen de bezuinigingspolitiek van de trojka.

## Publicaties
- (en) Crisis in the Eurozone, Kostas Lapavitsasmet voorwoord van Stathis Kouvelakis, Mei 2012, ISBN 9781844679690.
- (en) Profiting Without Producing: How Finance Exploits Us All, Kostas Lapavitsas, oktober 2013,  ISBN 9781781681411.
- (el) Λέξη προς λέξη. Κείμενα για την ελληνική κρίση, 2010-2013, Woord voor woord: Teksten over de Griekse crisis, 2010-2013, Athene, Topos Press, 2014,  ISBN 978-9-60499-096-2
- (en) Against the Troika: Crisis and Austerity in the Eurozones, Heiner Flassbeck en Kostas Lapavitsas, 1 september 2015, ISBN 9781784783136

- Bibsys: 1030553
- Biblioteca Nacional de España: XX4910264
- Bibliothèque nationale de France: cb13540704k (data)
- Catàleg d'autoritats de noms i títols de Catalunya: 981058616898506706
- CiNii: DA11760968
- Gemeinsame Normdatei: 152807640
- International Standard Name Identifier: 0000 0000 8387 6200
- Library of Congress Control Number: n97089272
- Nationale Bibliotheek van Letland: 000024218
- Bibliotheek van het Japanse parlement: 00870511
- Nationale Bibliotheek van Tsjechië: vse20191035971
- Nationale Bibliotheek van Israël: 987007386694605171
- Nederlandse Thesaurus van Auteursnamen: 177047267
- ORCID: 0000-0001-9330-7105
- Système universitaire de documentation: 070666679
- Virtual International Authority File: 61709012
- WorldCat: E39PBJcc9cMcV8fcF6RDMggR8C